# Schoenbergia
Schoenbergia is een geslacht van vlinders van de familie pages (Papilionidae), uit de onderfamilie Papilioninae.

## Soorten
- S. chimaera Rothschild, 1904
- S. goliath (Oberthür, 1888)
- S. meridionalis (Rothschild, 1897)
- S. paradisea (Staudinger, 1894)
- S. rothschildi (Kenrick, 1911)
- S. tithomus (De Haan, 1840)
- S. tithonus (De Haan, 1840)